# São Luís (Roraima)
São Luís – miasto i gmina w Brazylii, w stanie Roraima. Znajduje się w mezoregionie Sul de Roraima i mikroregionie Sudeste de Roraima.